# Adelheid del Vasto

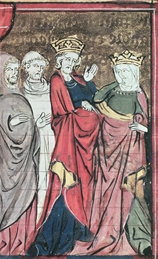
Vermoedelijk portret van Adelheid

Adelheid del Vasto of Adelheid van Savona of Adelheid van Montferrat (ca.1075-1118) was gravin van Sicilië (1089-1113) en koningin van Jeruzalem (1113-1117).

## Levensloop
Adelheid was de dochter van Manfred del Vasto, broer van Bonifatius van West-Ligurië, de meest bekende markies van Italië. Zij was een telg uit het huis der Aleramiden. Savona is een deel van Ligurië.
Toen ze veertien jaar was, werd zij de derde vrouw van Rogier I van Sicilië. Deze was de stichter van het huis Hauteville in Sicilië. In 1101 stierf Rogier I en werd ze regent voor haar twee jonge zonen, Simon (†1105) en Rogier II. Alhoewel haar capaciteiten in het begin in vraag werden gesteld, bleek ze na verloop van tijd een "groot heerser".
Intussen zat koning Boudewijn I van Jeruzalem in financiële problemen en was op zoek naar een partner met veel geld, nochtans was hij getrouwd met Arda, de dochter van Thoros van Marash. Hij beloofde Adelheid hemel en aarde. Zij ging in op zijn voorstel op voorwaarde dat hun toekomstige zoon of indien dit niet zou gebeuren, Rogier II de titel van koning van Jeruzalem zou erven. Boudewijn werd in 1116 ernstig ziek en werd geconfronteerd met zijn belofte. Na zijn herstel werd de kaart van bigamie getrokken, met steun van paus Paschalis II en werd Adelheid terug naar Sicilië gestuurd. Een jaar later stierf ze. Het praalgraf staat in de kathedraal van Patti.
Rogier II was in die mate verbolgen over de manier waarop zijn moeder werd behandeld, dat hij later weigerde enige steun te geven aan de Tweede Kruistocht of hulp aan andere kruisvaardersstaten.